# 錦山天満宮
錦山天満宮（にしきやまてんまんぐう）は北海道江別市野幌代々木町38番地1にある神社。旧社格は無格社。
祭神は天照皇大神（あまてらすすめおおかみ）と菅原道眞公（すがわらのみちざねこう）。
隣接する錦山緑地には、江別市屯田資料館が建つ。

## 歴史
- 1885年 - 1886年（明治18 - 19年）、集団入植した屯田兵が、熊本市の錦山神社から受けた加藤清正の分霊を守護神として祀る[1]。
- 1889年（明治22年）、屯田神社として創建[1]。
- 1899年（明治32年）5月、練兵場の一角に移転するとともに、伊勢神宮からの分霊を受けて天照皇大神を祭神とする[2]。
- 1902年（明治35年）2月、仮称江野神社として神社創立願を出すも[2]、すでに野幌神社が在ることから「一村一社」の規定に反するとして却下される。3月、創立願を再提出[3]。
- 1927年（昭和2年）、現在地に移転[4]。
- 1940年（昭和15年）、皇紀2600年記念事業として社殿改築に着手。翌年9月竣工[4]。
- 1942年（昭和17年）7月、無格社の指定を受ける[5]。
- 1973年（昭和48年）、菅原道真の分霊を受けて錦山天満宮と改称[5]。

## ギャラリー

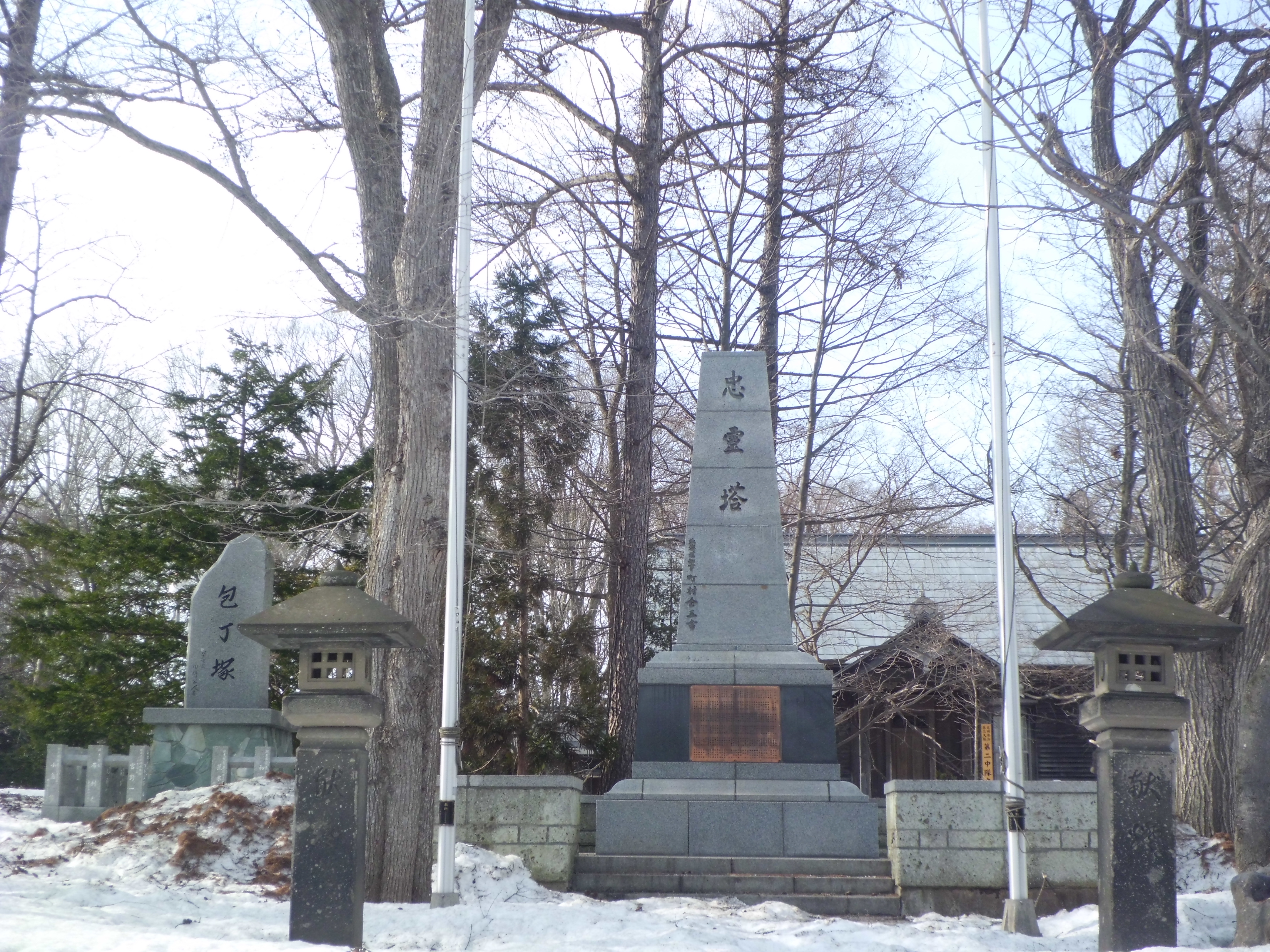
忠霊塔
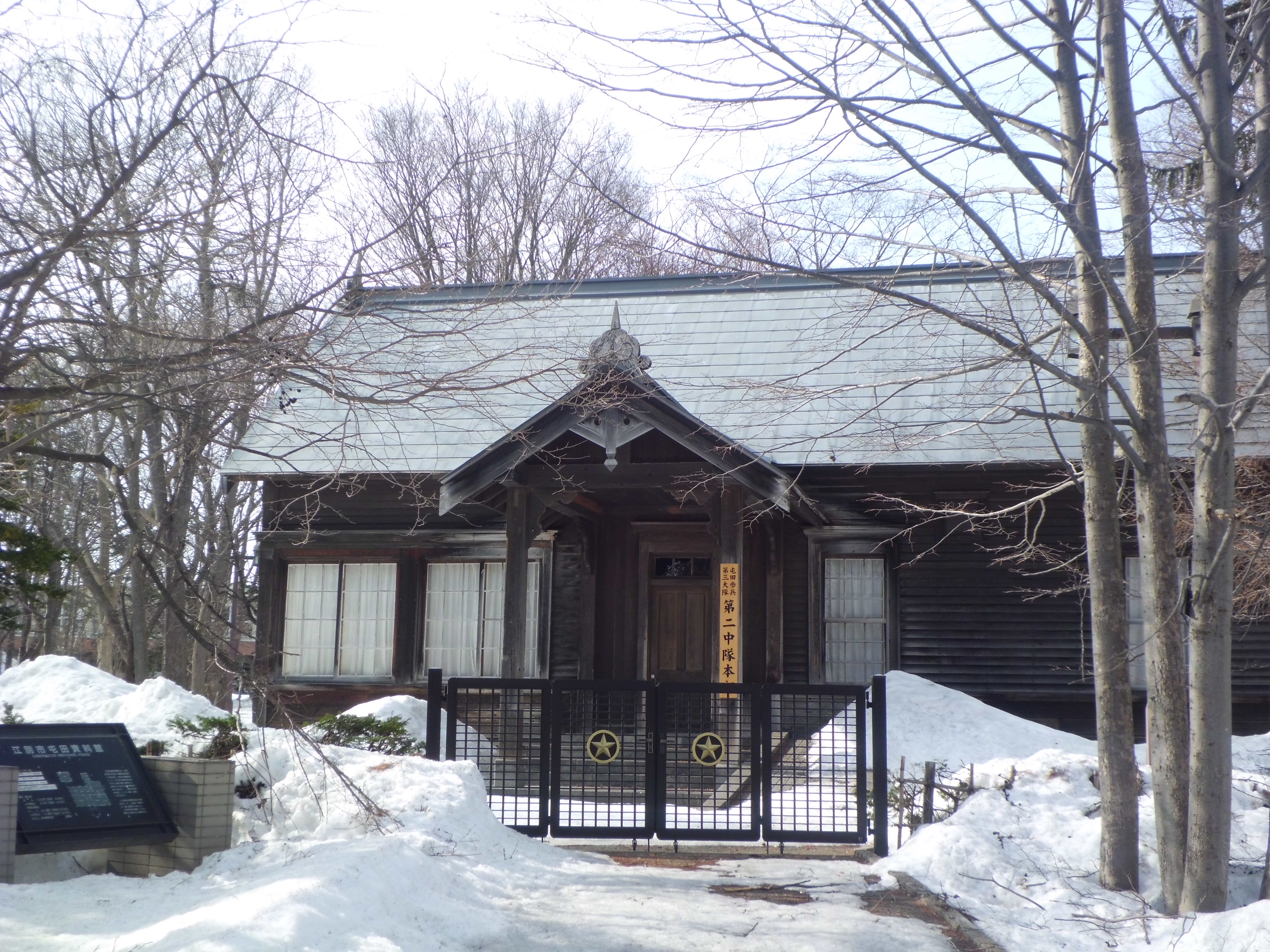
江別市屯田資料館